# Raión de Rudnia (Volgogrado)
El raión de Rudnia (ruso: Рудня́нский райо́н) es un distrito administrativo y municipal (raión) ruso perteneciente a la óblast de Volgogrado. Se ubica en el norte de la óblast. Su capital es Rudnia.
En 2021, el raión tenía una población de 14 738 habitantes.
El raión se halla muy cerca del límite con la óblast de Sarátov, aunque no llega a ser limítrofe con dicha óblast. En este raión se ubica la confluencia de los ríos Shchelkán y Tersá. Este último desemboca en el este del raión en el río Medvéditsa, que marca el límite suroriental del territorio distrital.

## Subdivisiones
Comprende el asentamiento de tipo urbano de Rudnia (la capital) y 27 localidades rurales. De estas últimas, seis son pedanías del ayuntamiento urbano de la capital distrital, y las otras 21 se agrupan en los siguientes nueve asentamientos rurales:
- Bolshoye Sudachye
- Gromki
- Ilmen
- Kozlovka
- Leméshkino
- Lopujovka
- Matyshevo
- Osichkí
- Sosnovka